# Sestrica
Sestrica es un municipio español de la provincia de Zaragoza, comunidad autónoma de Aragón. Tiene un área de 40,75 km². Su patrón es San Bartolomé. Comprende también la localidad de Viver de la sierra.

## Demografía
Sestrica cuenta con una población de 340 habitantes (INE 2024).
| Gráfica de evolución demográfica de Sestrica entre 1842 y 2021 |
| |
| Población de derecho según los censos de población del INE Población de hecho según los censos de población del INEEntre el censo de 1970 y el anterior, crece el término del municipio porque incorpora a 50516 (Viver de la Sierra) |

## Administración y política
| Período   | Alcalde                     | Partido |  |
| --------- | --------------------------- | ------- |  |
| 1979-1983 | José Gonzalo Sierra Perales | UCD     |  |
| 1983-1987 |                             |         |  |
| 1987-1991 |                             |         |  |
| 1991-1995 |                             |         |  |
| 1995-1999 | Miguel Ángel Embid          | PAR     |  |
| 1999-2003 | Miguel Ángel Embid          | PP      |  |
| 2003-2007 | Miguel Ángel Embid          | PP      |  |
| 2007-2011 |                             |         |  |
| 2011-2015 |                             |         |  |
| 2015-2019 | Miguel Pinilla Embid        | PAR     |  |
| 2019-2023 | Miguel Pinilla Embid        | PAR     |  |
| 2023-2027 | Miguel Pinilla Embid        | PAR     |  |

| Partido político    | Partido político                                   | 2003   | 2007   | 2011   | 2015   | 2019   | 2023   |
| Partido político    | Partido político                                   | Ediles | Ediles | Ediles | Ediles | Ediles | Ediles |
|                     | Partido Aragonés (PAR)                             | 2      | 3      | 3      | 4      | 5      | 5      |
|                     | Partido Popular de Aragón (PP)                     | 4      | 2      | 2      | 2      | 1      | 1      |
|                     | Partido de los Socialistas de Aragón (PSOE-Aragón) | 1      | 2      | 2      | 1      | 1      | 1      |
|                     | Chunta Aragonesista (CHA)                          | 0      | —      | —      | —      | —      | —      |
| Total de concejales | Total de concejales                                | 7      | 7      | 7      | 7      | 7      | 7      |

## Patrimonio
- Torre de los Urrea, también denominada Torre de Sestrica o Castillo de Sestrica, catalogada como B.I.C. por resolución del  17/04/2006 publicada el 22/05/2006[8] 1-INM-ZAR-014-243-003
- Iglesia de San Miguel del siglo XVII.1-INM-ZAR-014-243-001[9]
- El molino de viento de Sestrica, conocido como "el palomar", se encuentra en la Carta Arqueológica de Aragón y ha sido estudiado por expertos que han hecho referencia a la existencia de un molino harinero de viento en Sestrica, similar a los molinos manchegos.  Lo que queda del molino es una construcción circular con tejado a dos aguas y cubierto con teja árabe. La puerta de acceso se encuentra al SE del mismo sobre la que hay una especie de ventana que se halla cegada. Tiene otra puerta en el lado contrario a  la anterior, también cegada. La construcción es de mampostería; el muro tiene unos 70 cm de grosor, estando la pared externa revocada. En el interior había una escalera de caracol para acceder a la maquinaria del molino. En la actualidad no se conserva nada de ésta, y la construcción se utiliza como leñero. El molino de Sestrica representa uno de los pocos ejemplos de este tipo de  construcciones en Aragón. La actuación llevada a cabo en el molino de la cercana localidad de Malanquilla inspira proyectos de recuperación.[10]